# 科潘 (桑博爾區)
49°35′29″N 23°8′0″E / 49.59139°N 23.13333°E
科潘（烏克蘭語：Копань），是烏克蘭西部的村莊，隸屬利維夫州的桑比爾區。該村面積0.84平方公里，海拔高度310米，2001年人口78，人口密度每平方公里92.86人。